# Gran Premio d'Austria 1979
Il Gran Premio d'Austria 1979 è stata l'undicesima prova della stagione 1979 del Campionato mondiale di Formula 1. Si è corsa domenica 12 agosto 1979 sull'Österreichring. La gara è stata vinta dall'australiano  Alan Jones su Williams-Ford Cosworth; per il vincitore si trattò del terzo successo nel mondiale. Ha preceduto sul traguardo il canadese Gilles Villeneuve su Ferrari e il francese Jacques Laffite su Ligier-Ford Cosworth.

## Vigilia

### Sviluppi futuri
Il 6 agosto, sul Circuito di Balocco, l'Alfa Romeo testò la sua nuova monoposto, la 179, con al volante Bruno Giacomelli. La vettura avrebbe esordito solo nel Gran Premio d'Italia.

### Controversie
L'ORF, il canale televisivo pubblico austriaco, non garantì la copertura dell'evento, a causa del mancato accordo con la FOCA. Questa decisione aveva perfino messo in dubbio la tenuta della gara. Per tale ragione la stessa FOCA si assunse l'onere della produzione televisiva, tramite una compagnia svizzera, la Polivideo. In seguito al rifiuto dell'ORF di garantire l'utilizzo delle linee internazionali necessarie per la diretta, Bernie Ecclestone decise di effettuare solo la registrazione della gara, per poi rivenderla alle emittenti interessate. L'Unione europea di radiodiffusione, organismo che univa tutte le reti televisive pubbliche d'Europa, proibì alle emittenti associate di trasmettere l'evento in quanto al di fuori del regolamento. Ecclestone fece anche sequestrare il materiale tecnico della televisione francese, presente a Zeltweg, ma non interessata ad acquistare la registrazione del gran premio. La situazione verificatasi portò alla minaccia di molti sponsor di ridurre gli importi dei loro sostegni alle scuderie nel caso la trasmissione televisiva dei gran premi non fosse stata garantita in futuro.

### Aspetti tecnici
La Goodyear, casa statunitense che riforniva di pneumatici tutte la scuderie, a eccezione di Ferrari e Renault, portò 200 gomme da qualifica, che affidò ai team più competitivi. L'ATS portò all'esordio il modello D3, mentre la Wolf la WR9.

### Aspetti sportivi
La Tyrrell affidò una vettura a Derek Daly che aveva iniziato la stagione con la Ensign, e che sostituiva Geoff Lees, stante l'indisponibilità di Jean-Pierre Jarier.

## Qualifiche

### Resoconto
Le prove libere del mattino erano state caratterizzate dalla pioggia. Nel pomeriggio invece, per le prove ufficiali, la pista era rimasta asciutta. Il tempo migliore venne fatto segnare da Alan Jones in 1'34"30, davanti a Jean-Pierre Jabouille, staccato di 15 centesimi. Ronnie Peterson, per la pole dell'anno precedendente, si era fermato a 1'37"71.
Anche al sabato vi fu la minaccia della pioggia, ma all'inizio delle prove ufficiali spuntò un pallido sole. René Arnoux fu capace di sopravanzare Jones e conquistare così la prima pole position della sua carriera in Formula 1. Arnoux segnò 1'34"07, Jones fu battuto per 21 centesimi. La seconda fila vide Jabouille e Lauda, mentre Gilles Villeneuve chiuse quinto. Le Ferrari 312 T4, vetture che non sfruttavano l'effetto suolo pienamente, erano particolarmente svantaggiate lungo i curvoni della pista austriaca. Gilles Villeneuve era stato anche protagonista di un'uscita di pista, senza conseguenze per il pilota.

### Risultati
Nella sessione di qualifica si è avuta questa situazione:
| Pos | Nº | Pilota                | Costruttore              | Tempo   | Griglia |
| --- | -- | --------------------- | ------------------------ | ------- | ------- |
| 1   | 16 | René Arnoux           | Renault                  | 1'34"07 | 1       |
| 2   | 27 | Alan Jones            | Williams-Ford Cosworth   | 1'34"28 | 2       |
| 3   | 15 | Jean-Pierre Jabouille | Renault                  | 1'34"45 | 3       |
| 4   | 5  | Niki Lauda            | Brabham-Alfa Romeo       | 1'35"51 | 4       |
| 5   | 12 | Gilles Villeneuve     | Ferrari                  | 1'35"70 | 5       |
| 6   | 28 | Clay Regazzoni        | Williams-Ford Cosworth   | 1'35"82 | 6       |
| 7   | 6  | Nelson Piquet         | Brabham-Alfa Romeo       | 1'35"85 | 7       |
| 8   | 26 | Jacques Laffite       | Ligier-Ford Cosworth     | 1'35"92 | 8       |
| 9   | 11 | Jody Scheckter        | Ferrari                  | 1'36"10 | 9       |
| 10  | 3  | Didier Pironi         | Tyrrell-Ford Cosworth    | 1'36"26 | 10      |
| 11  | 4  | Derek Daly            | Tyrrell-Ford Cosworth    | 1'36"42 | 11      |
| 12  | 20 | Keke Rosberg          | Wolf-Ford Cosworth       | 1'36"67 | 12      |
| 13  | 29 | Riccardo Patrese      | Arrows-Ford Cosworth     | 1'36"71 | 13      |
| 14  | 8  | Patrick Tambay        | McLaren-Ford Cosworth    | 1'36"72 | 14      |
| 15  | 1  | Mario Andretti        | Lotus-Ford Cosworth      | 1'37"11 | 15      |
| 16  | 7  | John Watson           | McLaren-Ford Cosworth    | 1'37"16 | 16      |
| 17  | 2  | Carlos Reutemann      | Lotus-Ford Cosworth      | 1'37"32 | 17      |
| 18  | 9  | Hans-Joachim Stuck    | ATS-Ford Cosworth        | 1'37"93 | 18      |
| 19  | 14 | Emerson Fittipaldi    | Fittipaldi-Ford Cosworth | 1'38"38 | 19      |
| 20  | 30 | Jochen Mass           | Arrows-Ford Cosworth     | 1'38"85 | 20      |
| 21  | 25 | Jacky Ickx            | Ligier-Ford Cosworth     | 1'39"31 | 21      |
| 22  | 18 | Elio De Angelis       | Shadow-Ford Cosworth     | 1'39"44 | 22      |
| 23  | 17 | Jan Lammers           | Shadow-Ford Cosworth     | 1'39"45 | 23      |
| 24  | 22 | Patrick Gaillard      | Ensign-Ford Cosworth     | 1'41"10 | 24      |
| NQ  | 31 | Héctor Rebaque        | Lotus-Ford Cosworth      | 1'41"16 | NQ      |
| NQ  | 24 | Arturo Merzario       | Merzario-Ford Cosworth   | 1'45"75 | NQ      |

## Gara

### Resoconto
Gilles Villeneuve scattò molto rapidamente al via, tanto che alla prima curva era già in testa, davanti a Alan Jones, Niki Lauda, René Arnoux, Clay Regazzoni, Didier Pironi, Jacques Laffite e Jody Scheckter. Mario Andretti bruciò la frizione e dovette dare l'addio alla corsa. Partì male Jean-Pierre Jabouille che, da terzo al via, si trovò nono al termine del primo giro.
Al quarto giro Alan Jones passò a condurre, superando Villeneuve alla Hella Licht Schikane. Nelle retrovie si facevano avanti le due Renault: Arnoux passò Lauda, mentre Jabouille, già al quarto giro, era quarto, subito dietro al suo compagno di scuderia. Gilles Villeneuve resistette per qualche tornata alla coppia di vetture francesi, ma dovette cedere tra l'undicesimo e dodicesimo giro. Ancora un giro e Jabouille fu capace di conquistare la seconda posizione. Dopo soli due giri però, fu costretto al ritiro per un guasto alla frizione. La classifica vedeva sempre al comando Jones, seguito da Arnoux, poi Villeneuve, Scheckter, Regazzoni, Laffite e Piquet. Il brasiliano della Brabham dette vita per tutta la prima parte della gara a un lungo duello con il suo compagno di scuderia, Niki Lauda, fino a quando le due vetture furono costrette al ritiro per la rottura del serbatoio dell'olio.
A cinque giri dal termine René Arnoux fu costretto ad una sosta ai box negli ultimi giri per un rabbocco di carburante perdendo così il podio e rientrando in pista sesto. All'ultimo giro, Jacques Laffite passò Scheckter conquistando il terzo posto. Laffite attese l'ultimo giro in quanto la sua vettura scontava dei problemi al limitatore di giri.
Vinse così Alan Jones, per la seconda volta consecutiva, la terza per una Williams. Il suo motore venne sottoposto a controllo da parte della Federazione, presso le officine della Cosworth, e venne trovato regolare.

### Risultati
I risultati del gran premio furono i seguenti:
| Pos | No | Pilota                | Costruttore              | Giri | Tempo/Ritiro     | Pos. Griglia | Punti |
| --- | -- | --------------------- | ------------------------ | ---- | ---------------- | ------------ | ----- |
| 1   | 27 | Alan Jones            | Williams-Ford Cosworth   | 54   | 1h27'38"01       | 2            | 9     |
| 2   | 12 | Gilles Villeneuve     | Ferrari                  | 54   | +36"05           | 5            | 6     |
| 3   | 26 | Jacques Laffite       | Ligier-Ford Cosworth     | 54   | +46"77           | 8            | 4     |
| 4   | 11 | Jody Scheckter        | Ferrari                  | 54   | +47"21           | 9            | 3     |
| 5   | 28 | Clay Regazzoni        | Williams-Ford Cosworth   | 54   | +48"92           | 6            | 2     |
| 6   | 16 | René Arnoux           | Renault                  | 53   | +1 giro          | 1            | 1     |
| 7   | 3  | Didier Pironi         | Tyrrell-Ford Cosworth    | 53   | +1 giro          | 10           |       |
| 8   | 4  | Derek Daly            | Tyrrell-Ford Cosworth    | 53   | +1 giro          | 11           |       |
| 9   | 7  | John Watson           | McLaren-Ford Cosworth    | 53   | +1 giro          | 16           |       |
| 10  | 8  | Patrick Tambay        | McLaren-Ford Cosworth    | 53   | +1 giro          | 14           |       |
| Rit | 5  | Niki Lauda            | Brabham-Alfa Romeo       | 45   | Motore           | 4            |       |
| Rit | 22 | Patrick Gaillard      | Ensign-Ford Cosworth     | 42   | Sospensione      | 24           |       |
| Rit | 29 | Riccardo Patrese      | Arrows-Ford Cosworth     | 34   | Sospensione      | 13           |       |
| Rit | 18 | Elio De Angelis       | Shadow-Ford Cosworth     | 34   | Motore           | 22           |       |
| Rit | 6  | Nelson Piquet         | Brabham-Alfa Romeo       | 32   | Motore           | 7            |       |
| Rit | 9  | Hans-Joachim Stuck    | ATS-Ford Cosworth        | 28   | Motore           | 18           |       |
| Rit | 25 | Jacky Ickx            | Ligier-Ford Cosworth     | 26   | Motore           | 21           |       |
| Rit | 2  | Carlos Reutemann      | Lotus-Ford Cosworth      | 22   | Tenuta di strada | 17           |       |
| Rit | 15 | Jean-Pierre Jabouille | Renault                  | 16   | Cambio           | 3            |       |
| Rit | 20 | Keke Rosberg          | Wolf-Ford Cosworth       | 15   | Probl. elettrici | 19           |       |
| Rit | 14 | Emerson Fittipaldi    | Fittipaldi-Ford Cosworth | 15   | Freni            | 12           |       |
| Rit | 17 | Jan Lammers           | Shadow-Ford Cosworth     | 3    | Incidente        | 23           |       |
| Rit | 30 | Jochen Mass           | Arrows-Ford Cosworth     | 1    | Motore           | 20           |       |
| Rit | 1  | Mario Andretti        | Lotus-Ford Cosworth      | 0    | Frizione         | 15           |       |
| NQ  | 31 | Héctor Rebaque        | Lotus-Ford Cosworth      |      |                  |              |       |
| NQ  | 24 | Arturo Merzario       | Merzario-Ford Cosworth   |      |                  |              |       |

## Classifiche

### Piloti
| Pos. | Pilota                | Punti |
| ---- | --------------------- | ----- |
| 1    | Jody Scheckter        | 38    |
| 2    | Gilles Villeneuve     | 32    |
| 3    | Jacques Laffite       | 32    |
| 4    | Alan Jones            | 25    |
| 5    | Clay Regazzoni        | 24    |
| 6    | Patrick Depailler     | 20    |
| 7    | Carlos Reutemann      | 20    |
| 8    | Jean-Pierre Jarier    | 13    |
| 9    | John Watson           | 13    |
| 10   | Mario Andretti        | 12    |
| 11   | René Arnoux           | 11    |
| 12   | Jean-Pierre Jabouille | 9     |
| 13   | Didier Pironi         | 8     |
| 14   | Riccardo Patrese      | 2     |
| 15   | Jochen Mass           | 2     |
| 16   | Emerson Fittipaldi    | 1     |
| =    | Niki Lauda            | 1     |
| =    | Jacky Ickx            | 1     |

### Costruttori
| Pos. | Team                     | Punti |
| ---- | ------------------------ | ----- |
| 1    | Ferrari                  | 74    |
| 2    | Ligier-Ford Cosworth     | 55    |
| 3    | Williams-Ford Cosworth   | 49    |
| 4    | Lotus-Ford Cosworth      | 37    |
| 5    | Tyrrell-Ford Cosworth    | 21    |
| 6    | Renault                  | 20    |
| 7    | McLaren-Ford Cosworth    | 13    |
| 8    | Arrows-Ford Cosworth     | 4     |
| 9    | Fittipaldi-Ford Cosworth | 1     |
| =    | Brabham-Alfa Romeo       | 1     |